# Теорије завјере о 11. септембру
Теорије завјере о 11. септембру настале су након напада 11. септембра 2001. које је извршила Ал Каида на Сједињене Америчке Државе. Многи теоретичари завјере сматрају да су у планирању и извршењу напада учествовале и друге стране осим Ал Каиде, укључујући и теорију да су високи владини званичници унапријед знали за нападе. Државне истраге и независне ревизије одбациле су те теорије. Заговорници теорија тврде да постоје недосљедности у општеприхваћеној верзији или да постоје докази који су игнорисани, прикривени или занемарени.
Најистакнутија теорија завјере је да је урушавање кула близнакиња и седмог Свјетског трговинског центра резултат контролисаног рушења, а не квара конструкције усљед удара и пожара. Друга истакнута теорија је да је Пентагон погођен пројектилом који су лансирали елементи унутар америчке владе, као и да су отети авиони даљински контролисани или да је комерцијалном авиону било дозвољено да то уради преко ефективног заустављања америчке војске. Теоретичари завјере сматрају да су могући мотиви за такве акције оправдавање инвазије на Авганистан и Ирак (иако је америчка влада закључила да Ирак није био умијешан у нападе), да би унаприједили своје геостратешке интересе, као што су планови за изградњу гасовода за природни гас преко Авганистана. Према другим теоријама завјере, власти су унапријед знале о нападима и намјерно су то игнорисали или су помагали нападачима.
Национални институт за стандарде и технологију (НИСТ) и технолошки часопис Popular Mechanics, истражили су и одбацили тврдње теоретичара завјере. Комисија о 11. септембру и већина грађевинске заједнице, објавили су да сматрају да су удари млазних авиона при великим брзинама у комбинацији са накнадним пожарима, а не контролисаним рушењем, довели до урушавања кула близнакиња, али неке теоријске групе које заговарају завјере, укључујући групу Архитекти и инжињери за истину о 11. септембру, не слажу се са аргументима Института и часописа .

## Позадина
Напади 11. септембра 2001. били су низ од четири координисана терористичка напада вахабистичке исламистичке терористичке групе Ал Каида на Сједињене Америчке Државе, који су се догодили у уторак 11. септембра 2001. године. Четири комерцијална авиона калифорнијског типа, који су полетјели са три различита аеродрома на first2=Sesilija|сјевероистоку САД, отело је током лета 19 терориста Ал Каиде, који су извели нападе у три групе по пет и једној групи од четири особе. Два авиона су ударила у Свјетски трговински центар, што је изазвало пожар и рушење Кула близнакиња, као и урушавање осталих зграда у комплексу трговинског центра; трећи авион — лет 77 Американ ерлајнса, пао је на западну страну Пентагона, главног штаба Министарства одбране САД, у округу Арлингтон, што је узроковало дјелимично урушавање зграде. Четврти авион — Лет 93 Јунајтед ерлајнса, срушио се у поље у близини Шанксвила у Пенсилванији, након што су се путници борили са отмичарима за контролу над авионом, а истражитељи су утврдили да је циљ била Бијела кућа или зграда Капитола. Утврђено је да је нападе починила Ал Каида, након чега су САД покренуле инвазију на Авганистан, а Осама бин Ладен, вођа Ал Каиде, преузео је одговорност за нападе 2004. године.
Упозорења прије напада о различитим детаљима планираних напада Ал Каиде на Сједињене Државе, игнорисана су због недостатка комуникације између различитих органа за спровођење закона и обавјештајног особља. Због недостатка комуникације међу агенцијама, извјештај о 11. септембру цитирао је бирократску инерцију и законе који су донесени 1970-их да би се спријечиле злоупотребе које су изазвале скандале током те ере, прије свега аферу Вотергејт. Извјештај је окривио администрације и Била Клинтона и Џорџа В. Буша за „неуспјех маште“. Након напада, почеле су да се развијају теорије завјере, које одбацују извјештај Комисије 11. септембра (који укључује обавјештајне информације из раније истраге ФБИ и Заједничке истраге из 2002. године), као и студије о перформансама зграда које су одвојено спровели Федерална агенција за управљање ванредним ситуацијама (ФЕМА) и Национални институт за стандарде и технологију. Истраживања су спровеле и бројне невладине организације, које су подржале извјештај Комисије, укључујући и истрагу са Универзитета Пурду. Извјештај су подржали разни часописи у САД, као што су Popular Mechanics, Scientific American и Time, као и бројни часописи широм свијета, међу којима су: The Times of India, Канадска радиодифузна корпорација (CBC), , , , Аустралијска радиодифузна корпорација и The Chosun Ilbo из Јужне Кореје.

## Историја
Од напада, разне теорије завјере су изнесене на веб сајтовима, у књигама и филмовима. Многе групе и појединци који заговарају теорије завјере о 11. септембру, идентификују се као дио Покрета за истину о 11. септембру. У року од шест сати након напада, у интернет соби за ћаскање појавила се објава која сугерише да је рушење кула изгледало као чин контролисаног рушења. „Ако за неколико дана ниједан званичник није поменуо ништа о контролисаном дијелу рушења, мислим да имамо ЗАИСТА озбиљан проблем“, написао је аутор објаве. Прве теорије које су се појавиле, фокусирале су се првенствено на различите перципиране аномалије у јавно доступним доказима, а заговорници су касније развили конкретније теорије о наводној завјери. Једна тврдња, која је широко распрострањена путем електронске поште и интернета, наводи да ниједан Јеврејин није убијен у нападу и да су због тога напади морали да буду дјело Мосада, а не исламских терориста.
Прве разрађене теорије појавиле су се у Европи. Недељу дана након напада, теорија „унутрашњег посла“ била је предмет тезе истраживача из француског Националног центра за научна истраживања, која је објављена у часопису Le Monde. Друге теорије су се појавиле из крајева широм свијета, у року од неколико недеља. Шест мјесеци након напада, књига Тијерија Мејсана о 11. септембру — L'Effroyable Imposture, нашла се на врху француске листе бестселера. Његово објављивање на енглеском језику, под називом 9/11: Велика лаж, добило је мало пажње, али остало је један од главних извора за „истинитост“. Године 2003. објављене су књиге ЦИА и 11. септембар бившег њемачког државног министра Андреаса фон Билова, као и Операција 9/11 њемачког новинара Герхарда Вишњевског. Обје књиге је издао Матијас Брекерс, који је у то вријеме био уредник њемачког часописа .
Иако су те теорије биле популарне у Европи, амерички медији су их третирали или са збуњеношћу или забавом, а америчка влада их је одбацила као производ антиамериканизма. У обраћању у Уједињеним нацијама 10. новембра 2001. — предсједник Џорџ В. Буш, осудио је појаву „нечувених теорија завјере, које покушавају да пребаце кривицу са терориста, њих самих, са криваца“.
Теорије завјере о 11. септембру, почеле су углавном у политичкој љевици, али су се прошириле на оно што часопис New York описује као: „Terra incognita, гдје се љевица и десница сусрећу, спајајући контракултурно неповјерење шездесетих са варијантом не гази по мени“.
До 2004. године, теорије завјере о нападима почеле су да се шире у Сједињеним Државама. Једно од објашњења је да је пораст популарности више произашао из све већих критике рата у Ираку и новоизабраног предсједника Џорџа В. Буша, него из било каквог открића нових или убједљивијих доказа или побољшања техничког квалитета презентације теорије. Медијска компанија Knight Ridder, објавила је да су открића да оружје за масовно уништење не постоји у Ираку, закашњело објављивање предсједниковог дневног поднеска од 6. августа 2001. и извјештаји да је НОРАД лагао комисију о 11. септембру, можда подстакли теорије завјере.
Између 2004. и пете годишњице напада — 11. септембра 2006. године, главна покривеност теорија завјере је порасла. Влада САД је објавила званичну анализу Националног института за стандарде и технологију (НИСТ) и технолошког часописа Popular Mechanics о рушењу Свјетског трговинског центра, према којем су одбачене теорије завјере. Да би се позабавио растућим публицитетом теорија, Стејт департмент је 2006. прерадио веб страницу како би их разоткрио. Стратешки документ о националној безбједности из 2006. године објавио је да тероризам потиче из „поткултура завјере и дезинформација“ и да „терористи ефикасније регрутују становништво чије су информације о свијету контаминиране лажима и искварене теоријама завјере. Дисторзије одржавају у животу незадовољства и филтрирају чињенице које би довеле у питање популарне предрасуде и себичну пропаганду." Ал Каида је више пута преузимала одговорност за нападе, при чему је главни замјеник — Ајман ел Завахири, оптужио шиитски Иран и Хезболах да омаловажавају сунитске успјехе у повреди Америке намјерно ширећи гласине да је Израел извршио нападе.
Према мишљењу критичара, неке од теорија завјере о нападима 11. септембра не укључују стратегије представљања типичне за многе теорије завјере које успостављају јасну дихотомију између добра и зла, или кривог и невиног, већ умјесто тога призивају градације немара и саучесништва. Матијас Брекерс, почетни заговорник таквих теорија, одбацио је општеприхваћени извјештај о нападима као теорију завјере која настоји да „смањи сложеност, раздвоји оно што је збуњујуће“ и „објасни необјашњиво“.
Непосредно прије пете годишњице напада, мејнстрим новинске куће објавиле су низ чланака о порасту теорија завјере о 11. септембру, са чланком у часопису Time, гдје се наводи да то није маргинални феномен већ мејнстрим политичка реалност. Неколико анкета је укључивало питања о вјеровањима у вези са нападима 11. септембра. Године 2008. теорије завјере о 11. септембру биле су на врху листе „највећих теорија завјере“ коју је саставио часопис The Daily Telegraph, а листа је рангирана према праћењу и екстензији.
Године 2010. „Међународни центар за студије 11. септембра“, приватна организација за коју многи сматрају да је наклоњена теоријама завјере, успјешно је покренула тужбу због објављивања видео снимака напада и посљедица које је прикупио НИСТ. Према њемачком часопису — Frankfurter Allgemeine Zeitung, видео снимци који су објављени непосредно прије девете годишњице напада пружају „нову храну за теоретичаре завјере“. Многи од видео снимака приказују слике седмог Свјетског трговинског центра, небодера у близини Кула близнакиња, који се такође срушио 11. септембра 2001. године.
Чланови покрета Истина о 11. септембру — Стевен Џонс и Мајк Бергер, истакли су да смрт Осаме бин Ладена није промијенила њихова питања о нападима нити омогућила затварање теорије.
Према писцу Џеремију Сталу, откако је Буш напустио функцију, укупан број вјерника у теорије завјере о 11. септембру је опао, док је број људи који вјерују у најрадикалније теорије остао прилично стабилан.

## Типови
Најистакнутије теорије завјере углавном су подијељене у три главна облика:
- („Нека се то догоди намјерно“) – указује да су кључни појединци унутар владе имали барем мало знања о нападима и намјерно их игнорисали или су активно ослабили одбрану Сједињених Држава како би осигурали да отети летови не буду пресретнути.[42][52][53] Сличне оптужбе изнесене су и за Перл Харбор.[54]
- („Учинити/направити да се то деси намјерно“) – указује да су кључни појединци унутар владе планирали нападе и сарађивали са Ал Каидом или су јој намјештали у њиховом извођењу. Постоји низ мишљења о томе како је то могло да се постигне.[42][52][53]
- Остале – које одбацују прихваћени извјештај о нападима, не предлажу конкретне теорије, али покушавају да покажу да је извјештај америчке владе о догађајима погрешан. Према њима, то би довело до општег позива на нову званичну истрагу о нападу. Џонатан Кеј, главни уредник за коментаре у канадском часопису [55] и аутор књиге Међу истинољубивима: Путовање кроз растуће подземље завјереника у Америци,[56] изјавио је: „они осјећају да је њихов посао да покажу свима да је званична теорија 11. септембра погрешна. А онда, када се сви увјере, тада ће се становништво подићи и захтијевати нову истрагу са владиним ресурсима и та истрага ће нам рећи шта се заправо догодило.“[57]

## Теорије завјере

### Знање о нападима унапријед
Теоретичари завјере тврде да су власти унапријед знале о нападима и намјерно су то игнорисали или су помагали нападачима. Мајкл Мичер, бивши британски министар животне средине и члан владе Тонија Блера, изјавио је да су Сједињене Државе свјесно пропустиле да спријече нападе.

#### Сумња на инсајдерску трговину
Неки теоретичари завјере тврде да је непосредно прије 11. септембра велика количина продајних опција стављена на акције компанија United Airlines и American Airlines и наводе да су инсајдери можда знали унапријед за предстојеће догађаје и у складу с тим дали своје опкладе. Након анализе о могућности инсајдерске трговине о 11. септембру, закључено је:
Мјера абнормалног дугог обима је такође испитана и уочено је да је била на абнормално високом нивоу у данима који су претходили нападима. Сходно томе, часопис закључује да постоје докази о неуобичајеним активностима на тржишту опција у данима који претходе 11. септембру, што је у складу са улагачима који тргују на основу сазнања о нападима унапријед. — Ален Потешман, The Journal of Business
Студија је имала за циљ да се позабави „великим спекулацијама о томе да ли су активности на тржишту опција указивале на то да су терористи или њихови сарадници трговали у данима који су претходили 11. септембру, на основу сазнања унапријед о предстојећим нападима“.
У данима који су претходили нападима, анализа је показала пораст трговине опцијама за United Airlines и American Airlines, двије авиокомпаније чији су авиони отети. Између 6. и 7. септембра, Чикашка берза опција обрадила је куповину 4.744 продајних опционих уговора у УАЛ-у и 396 опција за позив. Дана 10. септембра, на чикашкој берзи обрађено је 4.516 продајних опција за American Airlines, уз 748 опција за позив купљених тог дана само у Америци. Ниједна друга авио компанија није имала неуобичајен однос понуде у данима који су претходили нападима. Комисија за 11. септембар закључила је да су сви ови абнормални обрасци у трговању били случајни.
Осигуравајућа друштва су такође имала аномалне трговинске активности. Компанија , која је процијенила да би њена јединица за осигурање путника могла да плати 500 милиона долара потраживања од напада на Свјетски трговински центар, имала је око 45 пута већи обим током три трговачка дана прије напада за опције које профитирају, ако акције падну испод 40 долара. Акције компаније су пале 1,25 долара у касном трговању на 38,09 долара. Компанија , која је заузимала 22 спрата у Свјетском трговинском центру, остварила је трговину опцијама прије напада већу од уобичајене, која је профитирала када су цијене акција пале. Друге компаније које су директно погођене трагедијом имале су сличне скокове.
Компанија Raytheon, одбрамбени уговарач, имала је ненормално велики број трговања опцијама за позив 10. септембра. Опција компаније која зарађује ако дионице коштају више од 25 долара, имала је 232 уговора о опцијама којима се трговало дан прије напада, скоро шест пута више од укупног броја трговина које су се десиле прије тог дана.
Почетне опције су купљене преко најмање двије брокерске фирме, укључујући NFS, подружницу компаније Fidelity Investments и TD Waterhouse. Процијењено је да би трговац или трговци остварили профит од пет милиона долара. Комисија за хартије од вриједности, покренула је истрагу о инсајдерској трговини у којој је Осама бин Ладен био осумњичен након што је добио информације од најмање једне фирме са Вол стрита.
У извјештају Комисије од 11. септембра, закључено је да „исцрпне истраге Комисије за хартије од вриједности, ФБИ и других агенција, нису откриле никакве доказе да је неко ко је унапријед знао за нападе профитирао путем трансакција хартијама од вриједности.“ У извјештају пише:
Високо објављене оптужбе о инсајдерској трговини прије 11. септембра углавном се заснивају на извјештајима о неуобичајеним активностима трговања прије 11. септембра у компанијама чије су акције нагло пале након напада. До неке необичне трговине је заиста дошло, али се показало да свака таква трговина има безазлено објашњење. На примјер, обим продајних опција, инвестиција које се исплаћују само када акција падне у цијени, порастао је у матичним компанијама United Airlines 6. септембра и American Airlines 10. септембра, што је веома сумњиво трговање на први поглед. Ипак, даља истрага је открила да трговина није имала везе са 11. септембром. Један институционални инвеститор са сједиштем у САД, без икаквих веза са Ал Каидом, купио је 95 посто продајних опција за United Airlines Holdings 6. септембра, као дио стратегије трговања која је такође укључивала куповину 115.000 америчких дионица 10. септембра. Слично томе, велики дио наизглед сумњиве трговине 10. септембра пратио је специфичан билтен о трговању опцијама, који је часопис са сједиштем у САД послао факсом својим претплатницима у недељу, 9. септембра, у којем је препоручио те трговине. Ови примјери представљају доказе који су испитани истрагом. СЕК и ФБИ, уз помоћ других агенција и индустрије хартија од вриједности, посветили су огромне ресурсе истраживању овог питања, укључујући обезбјеђивање сарадње многих страних влада. Ови истражитељи су открили да су се наизглед сумњиви стално показивали безазлени.

#### Теорија одступања противваздушне одбране
као и да су отети авиони даљински контролисани или да је комерцијалном авиону било дозвољено да то уради преко ефективног заустављања америчке војске.
Многи теоретичарима завјере тврде да су отети авиони даљински контролисани или да је комерцијалном авиону било дозвољено да изврши напад преко ефективног заустављања америчке војске, тврдећи да је команда Сјеверноамеричке ваздушно-космичке одбране (НОРАД) издала наредбу за заустављање својих ловаца или је намјерно каснила како би омогућила отетим авионима да стигну до својих циљева без сметњи. Према тој теорији, НОРАД је имао способност да лоцира и пресретне авионе, а његов неуспјех у томе указао је на владину завјеру да дозволи нападе. Теоретичар завјере — Марк Елсис, изјавио је: „постоји само једно објашњење за ово… Нашем ваздухопловству је наређено да се повуче 11. септембра.“
Као одговор на оптужбе, Фил Мол је истакао да је једна од првих акција које су отмичари предузели била да искључе или онеспособе сваки од четири транспондера у авиону. Без тих транспондерских сигнала за идентификацију репног броја, висине и брзине авиона, отети авиони су били само трептаји међу 4.500 других сигнала на радарским екранима система НОРАД, што их је учинило тешким за праћење.
На дан напада, само 14 борбених авиона је било у приправности у 48 сусједних држава, а није постојао аутоматизован начин да цивилни контролори летења обавијесте НОРАД. Путнички авион није отет у САД од 1979. године. Мајор Даглас Мартин, службеник за јавне односе НОРАД-а, изјавио је: „морали су да подигну слушалицу и буквално нас позову“. Само један цивилни авион — изнајмљени Лерјџт 35 са голфером Пејном Стјуартом и пет других у авиону, пресрео је НОРАД изнад Сјеверне Америке у деценији прије 11. септембра, за шта је било потребно сат и 19 минута.
Правила која су важила у то вријеме, забрањивала су суперсонични лет у случају пресретања. Прије 11. септембра, сва остала пресретања НОРАД-а била су ограничена на приобалне идентификационе зоне противваздушне одбране (АДИЗ). Портпарол ФАА — Бил Шуман, изјавио је да до 11. септембра није постојао домаћи АДИЗ, а касније су ФАА и НОРАД појачали сарадњу. Они су успоставили вруће линије између командних центара, док је НОРАД повећао покривеност својих ловаца и инсталирао радар за надгледање ваздушног простора изнад континента.
Најдуже упозорење које је НОРАД добио о отмицама било је неких осам минута за лет 11 Американ ерлајнса, први отети авион. ФАА је упозорила НОРАД на отети лет 175 отприлике у исто вријеме када се срушио на Јужни торањ Свјетског трговинског центра, док је упозорила о несталом, а не отетом лету 77 три минута прије него што је ударио у Пентагон. НОРАД није добио никакво упозорење о отмици лета 93 све до три минута након што се срушио у Пенсилванији.

### Наводно цурење комуникација
КАМЕРА и ЈТА (Јеврејска телеграфска агенција), критиковале су тврдње Карла Камерона који је изјавио: „поједини осумњичени за нападе 11. септембра су можда успјели да остану испред њих знајући ко и када истражитељи зову телефоном“, користећи информације из компаније Amdocs Limited, израелске приватне комуникационе компаније, као и Comverse Infosys, још једне приватне израелске компаније која обезбјеђује технологију електронског прислушкивања за владу САД.

#### Израелски агенти
Неки теоретичари завјере сматрају да су израелски агенти можда унапријед знали за нападе, као и да су Израелци или Јевреји умијешани. Четири сата након напада, ФБИ је ухапсио пет Израелаца који су снимали хоризонт који се дими, са крова бијелог комбија на паркингу једне стамбене зграде, због „загонетног понашања". Израелци су снимали догађаје, а једна посматрачица — Марија, рекла је да су се понашали на сумњив начин, изјавивши: "били су срећни, знате… Нису ми изгледали шокирани. Мислила сам да је то било веома чудно.“ Она је записала регистарске ознаке комбија и позвала полицију. Утврђено је да је комби у власништву израелске компаније Urban Moving, за коју је ФБИ вјеровао да пружа покриће за операцију израелске обавјештајне службе. Случај је затим пребачен у одсјек ФБИ за спољну контраобавјештајну службу. Према ријечима бившег шефа операција ЦИА, „многи људи у америчкој обавјештајној заједници вјеровали су да неки од ухапшених мушкараца раде за израелску обавјештајну службу“. Портпарол израелске амбасаде у Сједињеним Државама рекао је да мушкарци нису били укључени ни у једну обавјештајну операцију у Сједињеним Државама. ФБИ је на крају закључио да петорица Израелаца вјероватно нису унапријед знали за нападе.

### Контролисано рушење Свјетског трговинског центра
Најистакнутија теорија завјере је да је урушавање кула близнакиња и седмог Свјетског трговинског центра резултат контролисаног рушења, а не квара конструкције усљед удара и пожара. Теоретичари сматрају да Свјетски трговински центар није уништен ударима авиона, већ контролисаним рушењем, тако што су у Сјеверном или у Јужном торњу или у седмом Свјетском трговинском центру, постављени експлозиви. Комисија о 11. септембру и већина грађевинске заједнице, објавили су да сматрају да су удари млазних авиона при великим брзинама у комбинацији са накнадним пожарима, а не контролисаним рушењем, довели до урушавања кула близнакиња, са чиме се не слажу теоретичари.
Заговорници теорије рушења, попут физичара са Универзитета Бригам Јанг — Стивена Џонса, архитекте Ричарда Гејџа, софтверског инжењера Џима Хофмана и теолога Дејвида Реја Грифина, тврде да удари авиона и пожари нису могли довољно да ослабе зграде да изазову катастрофално урушавање, као и да се зграде не би потпуно урушиле брзином којом су се срушиле, без додатних фактора који су ослабили конструкције. У часопису The Daily Mail објављен је снимак који је снимио један репортер, а према којем су се челичне греде увиле због пожара, због чега су се зграде рушиле спрат по спрат.
У чланку „Активни термотички материјал откривен у прашини од катастрофе Свјетског трговинског центра 11. септембра“, који је објављен у часопису Open Chemical Physics Journal, аутори — Нилс Харит са одсјека за хемију на Универзитету у Копенхагену, Џефри Фарер са одсјека за физику и астрономију на универзитету Бригам Јанг, Стивен Џонс и други, наводе да су композити термита и нанотермита у прашини и крхотинама пронађени након урушавања три зграде. Чланак није садржао научно побијање, а главни уредник публикације је касније дао оставку.
Џонс није објаснио како је количина експлозива потребна за рушење зграда могла бити постављена у двије зграде без привлачења пажње, али је споменуо напоре да се истраже активности одржавања зграда у недјељама прије догађаја. Федерални истражитељи у Националном институту за стандарде и технологију истакли су да би огромне количине термита морале да се наносе на конструкцијске стубове да би се оштетили, али Џонс је то оспорио, рекавши да он и други истражују „супертермита“. Универзитет Бригам Јанг је одговорио на Џонсове „све спекулативне и оптужујуће“ изјаве тако што га је ставио на плаћено одсуство и на тај начин му одузео два часа у септембру 2006. године, у очекивању ревизије његових изјава и истраживања. Шест недеља касније, Џонс се повукао са универзитета. Брент Бланчард, аутор књиге Историја експлозивног урушавања у Америци, који се дописивао са Џонсом, наводи да питања о одрживости Џонсових теорија остају без одговора, као што је чињеница да ниједно особље за рушење није примијетило знакове термита. током осам мјесеци уклањања остатака након урушавања кула. Бланчард је такође рекао да за тестиране греде треба да се успостави провјерљиви ланац посједовања, што се није десило са гредама које је Џонс тестирао, постављајући питање да ли су тестирани метални дјелови могли да буду одсјечени од гомиле отпада ацетиленским бакљама, маказама или другом потенцијално контаминираном опремом док је на лицу мјеста, као и да ли је била изложена траговима термита или других једињења током руковања, док је у складишту или док се преноси из нулте тачке на меморијална мјеста.
Џонс је такође истакао да је растопљени челик пронађен у рушевинама доказ експлозива, пошто обична ватра у авиону не би изазвала довољно топлоте да би то произвела, наводећи фотографије црвених крхотина које је уклонила грађевинска опрема, али Бланчард је рекао да ако је било растопљеног челик у рушевинама, свака опрема за ископавање на коју би он наишао, била би одмах оштећена. Друга узорковања праха од стране Геолошког завода Сједињених Држава и Ер Џеј Лија, нису открила никакве доказе о термиту или експлозиву. Претпоставља се да је пронађени „термитски материјал“ прајмер боја. Дејв Томас из часописа Skeptical Inquirer, истакао је да се за тај остатак тврди да је термотичан због свог састава гвожђе оксида и алуминијума, као и да се те супстанце налазе у многим предметима заједничким за торњеве. Томас је рекао да се, да би се пресјекла вертикална челична греда, мора додати специјална заштита од високе температуре како би се спријечило да растопљено гвожђе падне и да је реакција термита преспора да би се практично користила у рушењу зграда. Он је додао да, када је Џеси Вентура ангажовао људе са државног универзитета Институт за рударство и технологију Новог Мексика, да спроведе демонстрацију која показује како нанотермит сијече кроз велику челичну греду, нанотермит је произвео обилан пламен и дим, али није оштетио сноп, иако је био у хоризонталном и оптималном положају.
Национални институт за стандарде и технологију (НИСТ), закључио је да је прихваћена верзија више него довољна да објасни урушавање зграда. НИСТ и многи научници одбијају да расправљају са теоретичарима завјере, јер сматрају да би то тим теоријама дало неоправдан кредибилитет. Стручњаци за структурну механику и грађевинско инжињерство, истакли су да је зграда Свјетског трговинског центра срушена због пожара, гравитацијом без употребе експлозива. Након тога, НИСТ је објавио да није извршио никакав тест за остатке експлозивних једињења било које врсте у рушевинама.
Убрзо након дана напада, главни извори медија објавили су да су се куле срушиле усљед топлоте која је топила челик. Тврдња теоретичара да температура сагоријевања млазног горива не може да истопи челик, допринјела је увјерењу да се торњеви не би урушили без спољних сметњи. Научници су истакли да је та тврдња нетачна, јер је температура сагоријевања млазног горива за више од 500 °C виша од тачке топљења конструкцијског челика: 2.093 °C наспрам мање од 1.539 °C.
НИСТ није тврдио да се челик истопио, већ да га је топлота омекшала и ослабила, као и да је слабљење, заједно са оштећењима изазваним ударима авиона, изазвало структурно урушавање. Они су објавили да је симулациони модел заснован на једноставној претпоставци да запаљиве паре сагоријевају одмах након мијешања са долазним ваздухом, показао да је на било којој локацији, трајање гасних температура близу 1.000 °C било око 15 до 20 минута, а за остало вријеме, израчунате температуре су биле 500 °C или ниже.

### Пентагон
Поједини теоретичари сматрају да је Пентагон погођен пројектилом који су лансирали елементи унутар америчке владе, а међу теоретичарима су политички активиста Тијери Мејсан и редитељ Дилан Ејвери, који сматрају да се лет 77 Американ ерлајнса није срушио на Пентагон. На веб сајту reopen911.org, који је посвећен откривању истине о нападима, објављено је да су рупе у зидовима Пентагона биле премале да би их направио Боинг 757: „Како авион широк 125 стопа и дугачак 155 стопа стане у рупу пречника само 60 стопа?“ Мејсан је у својој књизи L'Effroyable Imposture истакао да је Пентагон погођен ракетом са сателитским навођењем, у склопу разрађеног војног удара САД, написавши: „овај напад могло је да изврши само војно особље Сједињених Држава против другог америчког војног особља“. Његова књига је постала доступна на више језика, а када је објављена, била је критикована и од стране мејнстрим француске и америчке штампе, а касније и из покрета за истину о 11. септембру. Француски часопис Liberation назвао је књигу „ткивом дивљих и неодговорних оптужби, потпуно без основа.“
У одговору на тврдње теоретичара завјере да је пројектил погодио Пентагон, Мет Созен, професор грађевинарства на Универзитету Пердју, изјавио је: „млазњак који се сруши не удари по шеми налик цртаном филму у армиранобетонску зграду. Када је лет 77 ударио у Пентагон, једно крило је ударило о земљу, а друго је одсјечено од стране Пентагонових носећих стубова.“ Према извјештају Америчког друштва грађевинских инжињера о перформансама зграде, када је лет 77 ударио у спољашњи зид Пентагона, прстен Е створио је рупу широку око 75 стопа. Према часопису ArchitectureWeek, разлог због којег је Пентагон претрпио релативно мало штете од удара је тај што је Клин један био реновиран непосредно прије напада, што је био дио програма реновирања који је започет 1980-их, а Клин један је био први од пет реновираних.
Доказе који су у супротности са тврдњама неких теоретичара завјере о ракети која је погодила Пентагон, описали су истраживачи у оквиру Покрета за истину о 11. септембру, као што је Џим Хофман, у свом есеју „Напад на Пентагон: Шта показују физички докази“, као и други, који су одбацили улогу других завјера у нападима. Докази које су истакли за побијање тврдње о ракетама су остаци авиона који су пронађени на мјесту удара, укључујући црне кутије лета 77, носни конус, стајни трап, гуму за авион и нетакнуто сједиште у пилотској кабини. Остаци путника са лета 77 такође су пронађени на мјесту удара на Пентагон и њихов идентитет је потврђен ДНК анализом. Стране владе, као што је кинеско министарство иностраних послова, такође су потврдиле смрт својих грађана на лету 77. Многи очевици су видјели како је авион ударио у Пентагон, док су путници са лета 77 телефонирали и пријавили да им је авион отет. Једна од путница — Рене Меј, позвала је своју мајку да јој каже да је авион отет и да су путници одведени у задњи дио авиона. Друга путница — Барбара Олсон, позвала је свог мужа, америчког генералног тужиоца Теодора Олсона, којем је рекла да је авион отет и да су отмичари имали ножеве и сјекаче за кутије. Неки теоретичари истичу да је на Пентагон испаљена ракета, да су телефонски позиви које су путници обављали били измишљени претварањем гласа, као и да су путници отети, убијени а затим су њихова тијела разбачана након што је испаљена ракета.
Judicial Watch, америчка конзервативна активистичка група, поднијела је захтјев Закона о слободи информација 15. децембра 2004. како би приморала владу да објави видео снимке из хотела Шератон Насионал, бензинске пумпе Nexcomm/Citgo, сигурносних камера Пентагона и Министарства саобраћаја Вирџиније. Дана 16. маја 2006, влада је објавила видео снимке Пентагонових сигурносних камера. Слика лета 77, која се појављује у видео снимцима описана је од стране часописа BBC као „бијела мрља“ и „бијела пруга“, Associated Press је описао као „танко бијело замућење“, док је часопис The Washington Post описао као „сребрну мрљу ниску до земље“. Секвенца од пет кадрова из једног од видео записа већ се појавила у медијима 2002. године. Неки теоретичари завјере истичу да нови видео не даје одговоре на њихова питања.

### Лет 93
Четврти авион који је отет 11. септембра, лет 93 Јунајтед ерлајнса, срушио се на отвореном пољу у близини Шенксвила у Пенсилванији, након што су се путници побунили. Од четири отета авиона тог дана, лет 93 једини није стигао до циља.
Једна теорија завјере која окружује тај догађај је тврдња да је лет 93 оборио амерички борбени авион. Дејвид Реј Грифин и Алекс Џонс су тврдили да су велики дјелови авиона, укључујући главни дио мотора, слетјели миљама далеко од главног мјеста олупине, предалеко за обичан пад авиона. Џонс каже да авиони обично остављају мало поље крхотина када се сруше и да се то не поклапа са извјештајима о олупини пронађеној даље од главног мјеста пада. Једна особа је тврдила да је главни дио мотора пронађен миљама далеко од главног мјеста олупине, са штетом која се може упоредити са оном коју би ракета која тражи топлоту направила авиону.
Према неким теоријама, авион је морала да обори влада јер су путници сазнали за наводну завјеру.
Филу Моле из часописа Skeptic је изјавио: „ова тврдња углавном почива на непоткријепљеним тврдњама да су се главни дио мотора и други велики дјелови авиона појавили миљама од главног мјеста олупине, превише далеко да би настали као резултат обичног пада. Ова тврдња је нетачна, јер је мотор пронађен само 300 јарди од главног мјеста несреће, а његова локација је била у складу са смјером у ком се авион кретао.“ Мајкл Хајнс, стручњак за несреће у авио компанији. који је истраживао пад лета ТВА 800 1996. године, истакао је да би, при веома великим брзинама од 500 миља на сат или више, било потребно само неколико секунди да се помјери или преврне по земљи 300 јарди.
Извјештаји о олупини коју су локални становници открили у Индијском језеру су потврђени као тачни. CNN је објавио да су истражитељи пронашли остатке несреће најмање осам миља од мјеста несреће, укључујући и Њу Балтимор. Према њиховој репортажи, све те крхотине су биле веома лаган материјал који би вјетар лако одувао, а у чланку у часопису Pittsburgh Post-Gazette од 14. септембра 2001. материјал је описан као „углавном папири, прамови угљенисане изолације и потврђена плата“. У чланку је цитиран агент ФБИ — Бил Кроули, који је изјавио: „лакше, мање крхотине су вјероватно пуцале у ваздух на врелини ватрене лопте за коју су свједоци рекли да је пуцала неколико стотина стопа у ваздух након што се млазни авион срушио. Затим је вјероватно дувао вјетар који је дувао на југоистоку брзином од око 9 m.p.h.“ Такође, раздаљина између мјеста несреће и Индијског језера је погрешно пријављена у неким извјештајима, о чему је BBC написао: „у правој линији, Индијско језеро је нешто више од једне миље од мјеста несреће. Пут између двије локације води кружни ток од 6,9 миља — рачунајући погрешне извјештаје.“
Неки теоретичари завјере вјерују да је мали бијели млазњак који је виђен како лети изнад подручја пада можда испалио пројектил да обори лет 93. Владине агенције, као што је ФБИ, тврде да је тај мали авион био пословни млазњак компаније Dassault Falcon који је замољен да се појави и да се спусти на висину од око 1.500 стопа да би испитао удар. Бен Слајни, који је био менаџер операције ФАА 11. септембра 2001, каже да ниједан војни авион није био у близини лета 93.
Неки интернет видео снимци, као што је филм Loose Change, наводе да је лет 93 безбједно слетио у Охајо, а да је замијењени авион учествовао у несрећи у Пенсилванији. Често се цитира прелиминарни извјештај вијести да је лет 93 слетио на аеродром у Кливленду; касније се сазнало да је на аеродром слетио Делта лет 1989, који је помијешан са летом 93, а извјештај је повучен као нетачан. Неколико веб-сајтова у оквиру Покрета за истину о 11. септембру, оспорава ту тврдњу, позивајући се на олупину на лицу мјеста, сведочења очевидаца и потешкоће да се тајно замијени један авион другим и тврде да такве „теорије превара… изгледају срачунато да одвоје преживјеле жртве и ширу јавност од покрета за истину о 11. септембру“.
Валенсија Меклачи, мјештанка која је снимила једину фотографију облака печурке од ударца лета 93, неколико секунди након што је ударио у земљу, каже да су је телефоном и лично узнемиравали теоретичари завјере, који тврде да је лажирала фотографију. ФБИ, власти округа Сомерсет, Смитсонијан и особље Националног меморијала за лет 93 Службе националних паркова, појединачно су прегледали фотографију као и филмске негативе и све четири агенције сматрају да је фотографија аутентична.
Док су неки теоретичари завјере тврдили да су путници са лета 93 и лета 77 убијени или да су премјештени, са намјером да никада не буду пронађени, други у оквиру Покрета за истину о 11. септембру, као што су Џим Хофман и Научници за истину и правду 11. септембра, одбацили су такве тврдње.

### Отмичари
Током почетне конфузије која је настала непосредно након напада 11. септембра, BBC је објавио имена и идентитете оних за које су вјеровали да су неки од отмичара. Касније је откривено да су неки од наведених људи живи, што су теоретичари завјере искористили као доказ да су отмице лажне.  је објаснио да је првобитна забуна можда настала зато што су имена која су објавили још 2001. била уобичајена арапска и исламска имена. У одговору на њихов захтјев, ФБИ је објавио да су увјерени да су идентификовали свих 19 отмичара, као и да ниједна друга истрага није покренула питање сумње у њихов идентитет. The New York Times је такође признао ово као случајеве погрешног идентитета.
Џон Бредли, бивши главни уредник часописа Arab News у Џеди, истакао је да је једина јавна информација о отмичарима био списак имена који је објавио ФБИ 14. септембра 2001. Када је ФБИ објавио фотографије четири дана након цитираног извјештаја од 27. септембра, погрешни идентитети су брзо ријешени. Бредли је изјавио: „све ово се може приписати хаосу који је владао током првих неколико дана након напада. Оно са чиме имамо посла су случајно идентична имена.“ Он је истакао да су у Саудијској Арабији, имена двојице наводно преживјелих нападача — Саида ел Гамдија и Валида ел Шарија, „уобичајена као и Џон Смит у Сједињеним Државама или Великој Британији“.
Томас Кин, предсједавајући Комисије 11. септембра, изјавио је: „шеснаест од деветнаесторо уопште није требало да уђе у Сједињене Државе јер нешто није у реду са њиховим визама, нешто није у реду са њиховим пасошима. Једноставно је требало да буду заустављени на граници. То је било шеснаест од деветнаест. Очигледно, да је чак половина тих људи заустављена, никада не би било завјере."
Халид ел Мидар и Наваф ел Хазми су били идентификовани као агенти Ал Каиде од стране ЦИА, али те информације нису подијељене са ФБИ или америчком имиграцијом, тако да су обојица могли легално да уђу у САД како би се припремили за нападе.

### Стране владе
Постоје тврдње да су појединци унутар пакистанске обавјештајне службе (ИСИ) можда играли важну улогу у финансирању напада. Постоје и тврдње да су и друге стране обавјештајне агенције, као што је израелски Мосад, унапријед знале за нападе и да је Саудијска Арабија можда играла улогу у финансирању напада. Генерал Хамид Гул, бивши шеф ИСИ, истакао је да су напади били „унутрашњи посао“ који потиче из Сједињених Држава, а који су извршили Израел или неоконзервативци. Франческо Косига, бивши предсједник Италије од 1985. до његове оставке 1992. збчог операције Гладио, рекао је да је међу италијанским лилјевим центром опште позато да су напади 11. септембра били заједничка операција ЦИА и Мосада. Каснији извјештаји су показали да он заправо није вјеровао у то.

#### Израел
Теорија завјере коју су документовали Лига за борбу против клевете, Том Барнет и други, наводи да је држава Израел била умијешана у нападе и да их је можда планирала. Они наводе да су могући мотиви навођење Сједињених Држава да нападну непријатеље Израела, да скрене пажњу јавности са третмана Израела према Палестинцима, да помогне ционистима да преузму контролу над свјетским пословима, као и да убиједи Американце да подрже Израел. Варијанте теорије тврде да су напад организовали Аријел Шарон, Мосад или влада Израела. Кевин Барет, бивши предавач на Универзитету у Висконсину, према сајту Slate, „водећи је заговорник теорија да је израелски Мосад оркестрирао нападе 11. септембра.“
Неки заговорници тих теорија вјерују да је израелска обавјештајна служба унапријед упозорила запослене Јевреје да не иду на посао 11. септембра, што је довело до тога да није било смрти Јевреја у Свјетском трговинском центру. Кинамон Стилвел је истакао да неки теоретичари завјере наводе да око 4.000 Јевреја није дошло на посао тог дана. Ту тврдњу је први пут објавио 17. септембра сателитски телевизијски канал Al-Manar, који је у власништву либанског Хезболаха и вјерује се да је заснован на чланку из часописа The Jerusalem Post од 12. септембра у којем је наведено: „Министарство спољних послова у Јерусалиму до сада је добило имена 4.000 Израелаца за које се вјерује да су били у областима Свјетског трговинског центра и Пентагона у вријеме напада.“
Број Јевреја који су погинули у нападима се различито процјењује на између 270 и 400. Доња цифра је уско повезана са процентом Јевреја који живе у области Њујорка и дјелимичним истраживањима на основу наведене религије жртава. Амерички Стејт департмент објавио је дјелимичан списак од 76 као одговор на тврдње да је мање Јевреја и Израелаца погинуло у нападима на Свјетски трговински центар него што је требало да буде присутно у то вријеме. У нападу је погинуло пет израелских држављана.

#### Антисемитизам у теоријама завјере
Године 2003. Лига за борбу против клевете (АДЛ) објавила је извјештај у којем осуђују „мрске теорије завјере“ да су нападе 11. септембра извели Израелци и Јевреји, рекавши да оне имају потенцијал да „рационализују и подстакну глобални антисемитизам“. Утврђено је да су такве теорије широко прихваћене у арапском и муслиманском свијету, као и у Европи и Сједињеним Државама.
У свом извјештају, АДЛ је написао да је „велика лаж ујединила америчке крајње десничарске екстремисте и супериорност бијеле расе и елементе унутар арапског и муслиманског свијета“. Тврдило се да су многе од теорија модерна манифестација Протокола сионских мудраца из 19. вијека, који су наводно мапирали јеврејску завјеру за свјетску доминацију. АДЛ је окарактерисао веб локацију Џефа Ренса као да садржи антисемитске материјале, због навода да су „амерички Јевреји организовали терористичке нападе 11. септембра ради сопствене финансијске добити и да би навели амерички народ да подржи ратове агресије и геноцида над народима Блиског истока и крађа њихових ресурса у корист Израела“.
Педро Сањуан, бивши дипломата Уједињених нација, тврдио је да су антисемитске теорије завјере о 11. септембру биле прилично уобичајене на високим нивоима организације након напада.

#### Саудијска Арабија
Закаријас Масауи, који је признао 2006. године, да је учествовао у нападима, изјавио је да је нападе финансирао саудијски принц — Турки бин Фејсал ел Суад. Британски истраживачки новинари — Ентони Самерс и Робин Свон, у својој књизи Једанаести дан, из 2011. године, објавили су да је саудијска краљевска породица пружила материјалну и финансијску подршку отмичарима и да је Бушова администрација то заташкала. Они су истакли да је покрет за истину о 11. септембру помогао прикривању тако што је скренуо пажњу са тих акција. У септембру 2011. „Осигуравајући синдикат Лојд“ започео је правни поступак против Саудијске Арабије, тражећи исплату 136 милиона фунти које је исплатила жртвама напада. Бројне истакнуте саудијске добротворне организације и банке, као и водећи члан краљевске породице Ел Сауд, оптужени су да су „агенти и алтер его“ за саудијску државу која је „свјесно“ финансирала Ал Каиду и подстицала антизападно расположење.
Такве теорије су се кретале око претпостављеног садржаја 28 страница извјештаја о заједничкој истрази америчког Конгреса из 2002. године, које су биле забрањене за објављивање до 15. јула 2016. године.
Бивши сенатор Флориде — Боб Грахам, копредсједавајући Заједничке истраге, као и други бивши званичници који су прочитали цијелу верзију извјештаја заједничке истраге, који је и даље био дјелимично повјерљив, сматрају да постоји прикривање од стране владе САД о томе да је значајна помоћ пружена починиоцима чина 11. септембра од стране владе Саудијске Арабије, посебно напомињући улогу Фахада ел Тумаирија, дипломате у саудијском конзулату у Лос Анђелесу.

### Теорија о рушењу без авиона
Бивши главни економиста у Министарству рада под Бушовом администрацијом — Морган Рејнолдс, истакао је да у нападима нису коришћени авиони. Он је тврдио да је физички немогуће да су Боингови авиони са летова 11 и 175 могли да продру у челичне оквире Кула и да је дигитално композитирање коришћено за приказивање пада авиона у извјештајима вијести и каснијим аматерским видео записима. Он је у разговору изјавио: „није било авиона, није било отмичара. Знам, знам, ван мејнстрима сам, али то је тако“. Дејвид Шејлер је изјавио: „једино објашњење је да су то биле ракете окружене холограмима направљеним да изгледају као авиони. Погледајте снимак кадар по кадар и видјећете како пројектил у облику цигаре погађа Свјетски трговински центар“. Већина присталица теорије да није било авиона, укључујући Тјерија Мејсана и Рејнолдса, тврди да је или CGI путничког авиона био прекривен крилатом крстарећом ракетом или војним авионом или да су компјутерски генерисане слике путничког авиона уметнуте у видео снимак, док су у зградама постављени експлозиви у облику авиона, како би се створио утисак авионског удара. Неки ветерани покрета за истину су у више наврата оповргавали тврдње о теорији без авиона. Дискусија о теоријама без авиона је забрањена на одређеним веб-сајтовима о теоријама завјере, а заговорницима су понекад пријетили насиљем преко постера на другим веб-сајтовима о теоријама завјере.

## Оптужбе за заташкавање

### Регистратори у пилотској кабини
Према извјештају Комисије 11. септембра, пронађене су обје црне кутије са лета 77 и обје црне кутије са лета 93. Објављено је да је регистратор лета 77 превише оштећен да би могао да пружи било какве податке. ФБИ је 18. априла 2002. дозволио породицама жртава са лета 93 да слушају гласовне снимке. У априлу 2006, транскрипт гласовних снимака је објављен као дио суђења Закаријасу Мусауију.
Двојица мушкараца — Мајкл Белоне и Николас Демаси, који су интензивно радили у олупини Свјетског трговинског центра, рекли су у књизи Иза сцене: Нулта тачка, да су помогли савезним агентима да пронађу три од четири црне кутије из авиона.:
У једном тренутку, добио сам задатак да водим савезне агенте око мјеста да траже црне кутије из авиона. Спремали смо се да изађемо. Мој АТВ је био паркиран на врху степеница на улазу браће Брукс. Утоварили смо опрему вриједну око милион долара и закачили је у АТВ. Било је укупно четири црне кутије. Нашли смо три.

### Бин Ладенови снимци
Серија интервјуа, аудио и видео снимака, објављена је у годинама након напада 11. септембра, за које се наводи да су били од Осаме бин Ладена. У првом од њих, говорник је негирао одговорност за нападе. На дан 17. септембра 2001. године, у изјави за телевизијску кућу Al Jazeera, наводи се да је Бин Ладен рекао: „Влада САД ме је досљедно кривила што стојим иза сваке прилике да је њени непријатељи нападну. Желио бих да увјерим свијет да нисам планирао недавне нападе, за које се чини да су их људи планирали из личних разлога.“
На снимку објављеном у децембру 2001. године, познатом као „трака Џалалабад“, говорник је наводно унапријед знао за нападе. Централна обавјештајна агенција је тврдила да је снимак вјероватно од Осаме бин Ладена. Неки посматрачи, посебно људи у муслиманском свијету, сумњали су у аутентичност снимка. Дана 20. децембра 2001. године, њемачки телевизијски канал — „Das Erste“, емитовао је анализу превода видео снимка коју је превела Бијела кућа. У програму Монитор, два независна преводиоца и стручњака за оријенталне студије утврдили су да је превод Бијеле куће нетачан и манипулативан, наводећи: „на најважнијим мјестима гдје се одржава да би се доказала кривица Бин Ладена, он није идентичан са арапским“, као и да се употријебљене ријечи које указују на предзнање уопште не могу чути у оригиналу. Гернот Ротер, професор исламских и арапских студија на Азијско-афричком институту на Универзитету у Хамбургу, рекао је: „Амерички преводиоци који су слушали снимке и преводили их, очигледно су написали много тога што су жељели да чују, али то се не може чути на снимку без обзира колико пута га слушате.“ Неки чланови Учењака за истину о 11. септембру, сматрају да човјек на снимку уопште није Бин Ладен, наводећи разлике у тежини и карактеристикама лица, заједно са ношењем златног прстена, што је забрањено муслиманским законом, као и писање десном руком иако је бин Ладен био љеворук.
У аудио снимку објављеном у новембру 2007. године, Бин Ладен је преузео одговорност за нападе и негирао да су талибани и авганистанска влада или људи имали било каква претходна сазнања о нападима. У интервјуу за телевизијску кућу Al Jazeera, Халид Шеик Мохамед и Рамзи бин ел Шибш, двојица наводних организатора напада из Ал Каиде, такође су признали своју умијешаност у нападе.

### Напори ЦИА у регрутацији
Ричард Кларк, који је био на челу владиних антитерористичких напора 2001. године, истакао је да је директор ЦИА — Џорџ Тенет, наредио агенцији да задржи информације о Навафу ел Хазмију и Халиду ел Михдару од остатка владе у покушају да прикрије регрутацију њих двојице од стране агенције. Џорџ Тенет је објавио изјаву у којој је порицао да је агенција намјерно скривала информације о њима и напоменуо да је и сам Кларк рекао да нема доказа.

## Мотиви

### Амерички мир
У септембру 2000. Пројекат за нови амерички вијек (PNAC) објавио је стратешку расправу под насловом Обнова америчке одбране. Смјернице за планирање одбране из 1992. године израдио је Пол Волфовиц у име тадашњег министра одбране Дика Чејнија. Ендру Бачевич, у својој књизи Америчко царство: реалности и посљедице дипломатије САД, описао је то као „нацрт трајне америчке глобалне хегемоније“.
Мет Таиби је у својој књизи Велики поремећај, написао да су теоретичари завјере узели оно што је написано у раду „потпуно ван контекста“, и да се за „трансформацију“ која се помиње у раду експлицитно каже да је деценијама дуг процес који ће преокренути војску из доба Хладног рата у „нову, модерну војску“ која би могла да се носи са више локализованих сукоба. Он је рекао да је, како би то био доказ мотива, било потребно да одговорни одлуче да отворено изнесу своје циљеве или би прочитали папир 2000. године и брзо поставили темеље за нападе 11. септембра користећи га као инспирацију.

### Инвазије
Теоретичари завјере сматрају да су главни мотиви за нападе оправдавање инвазије на Авганистан и Ирак, као и план за изградњу гасовода за природни гас преко Авганистана. Они су истакли да су Фактор нафте и 11. септембар дали Сједињеним Државама и Уједињеном Краљевству разлог да покрену рат који су већ неко вријеме жељели и указују да им то даје снажан мотив да изведу нападе или да дозволе да се они деси. Андреас фон Билов, бивши министар истраживања у Њемачкој влади, тврдио је да је 11. септембар инсцениран да би се оправдали ратови који су услиједили у Авганистану и Ираку. Бивши премијер Малезије — Махатир Мухамед, рекао је да постоје „снажни докази“ да су напади лажирани како би Сједињене Државе могле да крену у рат против муслимана.
Упркос оптужбама, Бушова администрација је изричито одбацила приједлоге да се одмах нападне Ирак као одговор на 11. септембар и признала је да нема доказа о умијешаности Ирака у нападе. Ипак, 2003. Буш је наредио Инвазију на Ирак, због оптужби за посједовање оружја за масовно уништење и свргавања Садама Хусеина.

### Нови свјетски поредак
Алекс Џонс и друге личности сматрају да је 11. септембар покренут од стране различитих банкарских, корпоративних, глобализационих и војних интереса у циљу стварања глобалистичке владе. Такве теорије завјере Новог свјетског поретка, настале су прије напада 11. септембра.

## Предложене историјске претече
Теоретичари завјере често указују на операцију Нортвудс као модел за нападе 11. септембра, наводећи да је америчка влада извршила нападе под операцијом лажне заставе, а затим окривила исламске екстремисте. Операција Нортвудс била је неспроведен, одбачен план, који је одобрио Заједнички шеф штабова Сједињених Држава 1962. године. Један приједлог у плану је сугерисао да тајни оперативци почине вишеструке терористичке акте у градовима САД и окриве Кубу, чиме се обезбјеђује изговор за инвазију.
Часопис Time је упоредио догађаје који су инспирисали претходне теорије завјере са онима који инспиришу теорије завјере о 11. септембру, као што су теорије завјере о атентату на Џона Кенедија. Часопис је јавно убиство Кенедија назвао „приватном, интимном афером“ у поређењу са нападом на Свјетски трговински центар, коме су свједочили милиони људи, а документовале стотине сниматеља, написавши: „нема догађаја који је тако чист и јасан да одлучно људско биће у њему не може пронаћи двосмисленост.“

## Предлагачи теорија
Многи појединци и организације које подржавају или расправљају о теоријама завјере о 11. септембру, сматрају да су дио покрета Истине о 11. септембру.
Истакнуте присталице покрета су, између осталих, радио водитељ Алекс Џоунс, теолог Дејвид Реј Грифин, физичар Стивен Џонс, софтверски инжињер Џим Хофман, архитекта Ричард Гејџ (из покрета Архитекти и инжињери за истину о 11. септембру), филмски продуцент Дилан Ејвери, бивши гувернер Минесоте Џеси Вентура, бивши члан Представничког дома САД — Синтија Мекини, глумци Данијел Суњата, Ед Аснер и Чарли Шин, професор политичких наука Џозеф Дијаферија и новинар Тијери Мејсан. Присталице покрета потичу из различитих друштвених средина, као и различитих политичких увјерења, укључујући либерале, конзервативце и либертаријанце. Лига против клевета је означила Алана Саброског као кључну фигуру у антисемитским теоријама завјере о 11. септембру.
Међу организацијама које активно расправљају и промовишу такве теорије су Архитекти и инжињери за истину о 11. септембру, група која се фокусира на урушавање зграда Свјетског трговинског центра; група Истина о 11. септембру, основана 2004. године; Учењаци за истину о 11. септембру, основана 2005. године и Учењаци за истину и правду о 11. септембру, група која се одвојила од групе Учењаци за истину о 11. септембру 2007. и води онлајн публикацију Journal of 9/11 Studies; 9/11 посматрање грађана, која је формирана 2002. године, као и група Хиспано жртви. Неколико од ових група прикупило је потписе на петицијама у којима се тражи даља истрага о нападима.
Године 2004. Џон Бјукенен се кандидовао за предсједника на платформи „Истина 11. септембра“.
Критичар теорије завјере — Џонатан Кеј, истакао је да заговорници углавном нису жељни финансијске добити и да су у неким случајевима напустили уносне каријере да би постали активисти.
Доктор Мајкл Вуд и доктор Карен Даглас са Универзитета Кент, психолози који су специјализовани за теорије завјере, испитали су одјељке са коментарима у преко 2.000 новинских чланака који се односе на рушење Свјетског трговинског центра седам. Открили су да ће заговорници теорија завјере прије покушати да разоткрију мејнстрим ставове него да промовишу сопствене теорије, а такође су вјероватније вјеровали у друге теорије завјере. Заговорници мејнстрим приче су били склони да се залажу за тај став и показали су веће непријатељство према заговорницима теорије завјере.

### Анализа
Према анализи из 2011. у чланку који је објавио часопис Skeptical Inquirer, људи који су укључени у овај покрет, који је наизглед различита група са веома разноликим поријеклом, могу да се класификују у три групе. Они се придружују покрету из различитих разлога, слободно се сами окупљају да би испунили различите улоге и уједињени су заједничким неповјерењем у стручњаке и установе (владу и угледне изворе знања) и конспиративним ставом. Кроз свој ангажман, свако од њих проналази своје испуњење и задовољство. Они се дијеле у три групе:
- Окорели: они су описани као организатори и активни чланови разних организација Покрета за истину о 11. септембру. Производе информације, уочавају аномалије и техничке недосљедности, обезбјеђују техничку основу и формирају теорије. Истичу да их занимају само чињенице и да користе научну методу, али према критичарима, они унапријед одређују исход, затим траже поткрепљујуће доказе, игноришући огроман број рецензираних, независних, консензусних истраживања која су у супротности са њиховим теоријама.[229] Они снабдијевају физичку структуру покрета организовањем догађаја, семинара, дискусија, маршева и дистрибуцијом летака и памфлета. Њихов број је релативно мали, али су тијесно повезани. Њихов поглед на свијет фаворизује „супер завјеру“, главни план који стоји иза завјера за које вјерују да их откривају.[229]
- Критички окренути: припадници групе су углавном млади студенти и политички активисти чија припадност Покрету за истину о 11. септембру, према критичарима, често потиче из њиховог незадовољства и бијеса на успостављени политички и друштвени поредак.[229] Њихов осјећај за правду и идеализам подстиче их на активизам против перципираног угњетавања и друштвене неправде. Њихова склоност ка коришћењу интернета, посебно друштвених медија, као и техничка памет чине их пропагандном машином покрета.[229] Они производе видео снимке и филмове са кул, контракултурним садржајем на платформи YouTube, користећи пародију поп културе и привлачну графику. Контракултурни улични кредибилитет њихових продукција даје им широку привлачност и изложеност милионима људи.[229]
- Неписмени: они су описани као велика, дифузна група, окосница масовног чланства покрета, која му даје преувеличане тврдње о популарности и утицају. Према критичарима, учешће у Покрету за истину о 11. септембру, за ову групу људи, једнако је друштвена и рекреативна потрага, колико и потрага за истином. Њихово учешће је углавном преко web 2.0 друштвених мрежа и сајта YouTube. Њихови коментари су често емотивни и не претварају се да су тачни, уравнотежени или да покажу искрену намјеру да пронађу истину. Сматра се да им укљученост у покрет који одговара њиховом погледу на свијет, даје осјећај идентитета и припадности, што им је привлачније од чињеница и доказа о самом терористичком нападу 11. септембра.[229]

## Реакција медија
велики број мејнстрим вијести широм свијета бавили су се теоријама завјете о 11. септембру. Норвешка верзија часописа Le Monde diplomatique, у јулу 2006. изазвала је интересовање када су, на сопствену иницијативу, објавили главну причу од три странице о нападима, у којој су сумирали различите врсте теорија завјере, које нису биле посебно подржане од стране часописа, само рецензиране. У децембру 2006. француска верзија часописа је објавила чланак Александра Кокбурна, коуредника часописа , који је оштро критиковао наводно прихватање теорија завјере од стране љевице САД, наводећи да је то знак „теоријске празнине“.
На програму The Fifth Estate на канадској мрежи CBC News, емитована је емисија под називом „Теорије завјере: откривање чињеница иза митова о 11. септембру 2001“, у којој је наведено да би оно што су открили могло бити више изненађујуће него било које теорије. На дан 27. новембра 2009. године, канал је емитовао документарац под насловом „Незванична прича“, гдје је неколико истакнутих чланова Покрета за истину о 11. септембру изнијело своје аргументе.
У чланку у часопису Time од 11. септембра 2006. објављено је да главне теорије завјере о 11. септембру „зависе од посредних доказа, чињеница без анализе или документације, цитата извучених из контекста и раштрканих свједочења трауматизованих очевидаца“, као и да уживају сталну популарност јер „идеја да постоји злонамјерна контролна сила која оркестрира глобалне догађаје је, на перверзан начин, утјешна“. Такође је наведено се да су теорије завјере дио процеса којим се Американци суочавају са трауматским јавним догађајима и да представљају „амерички облик националног жаљења“.
Аустралијски часопис — The Daily Telegraph, објавио је чланак под насловом „ЦИА није могла да организује ово…“ у којем је написано: „исти људи који праве неред у Ираку никада нису били толико паметни или подмукли да би могли да изведу сложен напад на двије уске куле од челика и стакла. Ако у свему овом лошем планирању постоји опаки заплет, онда је то онај који је импровизовала конфедерација глупана“. Чланак је углавном напао групу научника под називом Научници за истину и правду о 11. септембру, на чијем је челу професор Стивен Џонс. У чланку је истакнуто да „већина њих нису научници већ инструктори… на другоразредним факултетима“.
The Daily Telegraph је такође објавио чланак у мају 2007. који је био критичан према филму Loose Change 2, који представља теорију завјере о 11. септембру.
Даг Мекиршен је у мају 2008. у колумни за часопис , написао да, иако многи „истинитолози 9/11“ нису лудаци који заступају „теорије завјере безвезе“, присталице теорија не узимају у обзир и људску природу, као и да се нико није огласио тврдећи да су били учесници наводних завјера. Његов став је подржао Тимоти Ђануци, колумниста из часописа Calgary Herald, специјализован за спољну политику.
Часопис Financial Times је 7. јуна 2008. објавио подужи чланак о Покрету за истину о 11. септембру и теоријама завјере.
Чарли Брукер, британски комичар и мултимедијална личност, у колумни из јула 2008. коју је објавио часопис The Guardian у оквиру серије „Коментар је бесплатан“, истакао је да теоретичари завјере о 11. септембру не узимају у обзир људске заблуде и да вјеровање у те теорије даје теоретичарима осјећај припадности заједници која дијели привилеговане информације, што им даје обмањујући осјећај моћи. На објави је било преко 1.700 онлајн одговора, што је највећи број у историји серије. У чланку из септембра 2009. The Guardian је више подржавао теорије завјере о 11. септембру, објавивши: „када је постало некул постављати питања? Када су они који постављају питања постали имбецили?“
Руска државна телевизија је 12. септембра 2008. емитовала у ударном термину документарни филм посланика Европског парламента — Ђулијета Кјезе, под називом „Нула“, у којем саосјећају са онима који доводе у питање прихваћени приказ напада. Према Тјерију Мејсану, Руска државна телевизија је емитовала дебату на ту тему. Панел се састојао од чланова из неколико земаља, укључујући 12 Руса који имају различите ставове. Мотив руске државне телевизије за емитовање документарца довео је у питање коментатор из коалиције Друга Русија, који је истакао да је руска државна телевизија имала историју емитовања програма о теоријама завјере које укључују владу Сједињених Држава.
Насир Махмуд је у коментару за часопис Pakistan Observer позитивно писао о предавању о истини 11. септембра и филмском фестивалу одржаном у Калифорнији, цитирајући јеврејског говорника на том фестивалу, који је рекао да ниједном од 19 осумњичених отмичара није доказано да је крив за било шта, упоредивши расизам према муслиманима, за који је рекао да је резултат лажних оптужби, са расизмом против Јевреја у нацистичко доба.
Телевизија ИТН је 10. новембра 2008. емитовала причу која резимира различите теорије завјере о 11. септембру.
Појава покрета рођених 2009. године и теорије завјере о држављанству Барака Обаме, довела је до поређења између тог покрета и покрета истине о 11. септембру, при чему су оба покрета виђена у негативном свијетлу. Теорије завјере о слетању на Мјесец су такође упоређене са теоријама завјере о рођењу и 11. септембру. Џејмс Борн, новинар часописа , који је извјештавао о нападима, описао је свој задатак покривања састанка истине о 11. септембру као „можда интелектуално најстрашнији задатак који сам имао последњих година“.
Дана 31. августа 2009. године, канал National Geographic, емитовао је програм 9/11 Наука и завјера, у којем је Центар за истраживање и тестирање енергетских материјала тестирао неке од тврдњи које су често износили они који доводе у питање прихваћени извјештај о нападима. Експерименти су закључили да само сагоријевање млазног горива може довољно да подигне температуру челичног потпорног стуба до тачке квара конструкције, да би контролисано рушење коришћењем конвенционалних техника оставило јасне доказе који нису пронађени у нултој тачки, да коришћење термита није ефикасна техника за топљење челичног стуба, као и да чак и кад би се пронашли хемијски потписи термита, било би немогуће рећи да ли је термит заиста коришћен или су трагови настали услед реакције алуминијума авиона са другим супстанцама у ватри. Тестирањем је такође закључено да је тип рупе пронађен у Пентагону у складу са стандардним сценаријем и да би се штета од бомбардовања или ракетног напада разликовала од штете која је настала. У програму је неколико истакнутих теоретичара завјере прегледало грубе измјене експеримената и изразило своје неслагање са налазима.
Британски љевичарски часопис — New Statesman, навео је Дејвида Реја Грифина као 41. најважнију особу која је данас важна. Часопис је навео да су Грифинове књиге на ту тему „дале сјај респектабилности који се допада људима на највишим нивоима власти“, док су навели теорије завјере о 11. септембру као „један од најпогубнијих глобалних митова“. Грифинову књигу Поновна посјета новом Перл Харбору, Publishers Weekly је одабрао као „Избор недеље“ у новембру 2008. године.
Денверска јавна телевизија — KBDI-TV, неколико пута је емитовала документарце о истини о 11. септембру. Портпарол телевизије је тврдио да је емитовање ових документарних филмова било благодат за напоре станице у прикупљању средстава.
Глен Бек, телевизијски и радијски водитељ, рекао је о оптужбама: „постоје границе за понижавање ове земље, зар не? Мислим, једно је вјеровати да су наши политичари способни да буду Берни Мадоф. Друго је размишљање да су вољни да убију 3.000 Американаца. Једном када пређете ту границу, налазите се на потпуно новој територији.“
У марту 2010, часопис The Washington Post је писао против Јукихисе Фуџите, истакнутог јапанског политичара који је заступао теорије завјере о 11. септембру. Они су описали Фуџиту као човјека „подложног маштањима лудачких крила”. Такође је наведено да ће америчко-јапански савез бити „тешко тестиран“ ако Фуџитина странка настави да толерише такве коментаре.
За девету годишњицу напада, египатски часопис Al-masry Al-youm објавио је чланак у којем се доводи у питање прича америчке владе и промовишу теорије завјере. Цитиран је виши аналитичар полузваничног Центра за политичке и стратешке студије Ел-Ахрам и члан парламента из организације Муслиманско братство.
Гордон Фарер, уредник технологије за часопис The Age, изнио је теорију у колумни за часопис Sydney Morning Herald у новембру 2010. да је популарност теорија завјере о 11. септембру резултат два главна фактора. Истакао је да се један врти око особина личности самих теоретичара, а други око високог ранга интернет претраге на теорије завјере 9/11, што је довело до лажног призвука ауторитета теоријама. Он је о теоретичарима написао да „када им политичари и медији не дају глас, осјећају се угроженије, сумњичавије, сатјерано у ћошак, беспомоћније и зато крећу у напад“.
Џералдо Ривера, уредник новинског часописа Geraldo at Large који води Fox News, изразио је отвореност за питања о узроцима урушавања седмог Свјетског трговинског центра. Ендру Наполитано, правни аналитичар за телевизију Fox News и бивши судија Вишег суда у Њу Џерсију, изразио је подршку скептицизму у вези с урушавањем вишеспратнице, као и за Риверу која истражује догађај.
Синдикални радио програм Алекса Џонса, напустило је 70 радио станица када је почео да заступа теорије завјере о 11. септембру. На дан 29. августа 2010. године, BBC Two је емитовао програм под насловом „Досије завјере: 9/11 — десет година касније “.
Часопис The Guardian је 5. септембра 2011. објавио чланак под насловом „Раскринкате теорије завјере 11. септембра“. У чланку се наводи да за разлику од урушавања Свјетских трговинских центара 1 и 2, контролисано рушење руши зграду са дна и објашњава да су прозори искочили због подова који су се урушили. У чланку се такође наводи да постоје теорије завјере које тврде да је седми Свјетски трговински центар такође оборен контролисаним рушењем, да је Пентагон погођен пројектилом, да су отети авиони били препуни експлозива и летјели на даљинско управљање, да је Израел био иза напади, да је авион који је кренуо ка Пентагону оборен пројектилом, као и да је било инсајдерске трговине од стране људи који су унапријед знали да су напади лажни.
Туре Неблет, који је на Твитеру објавио своје сумње о нападу на Пентагон, један је од водитеља програма Круг, који је почео да се емитује 25. јуна 2012. године на телевизији MSNBC.

## Критике
Критичари теорија завјере истичу да су оне облик завјере уобичајен кроз историју након трауматичног догађаја, у коме се теорије завјере појављују као митски облик објашњења, а сличном критиком описују форму истраживања на којој се теорије заснивају. Томас Егар, професор инжињерства на МИТ-у, изјавио је: „они користе ‚обрнуту научну методу‘. Они утврђују шта се догодило, избацују све податке који се не уклапају у њихов закључак, а затим поздрављају своје налазе као једини могући закључак.“ Његове критике такође представљају примјер заједничког става да је теорије најбоље игнорисати. Он је истакао да је рекао људима да ће се укључити у дебату ако аргумент постане превише мејнстрим, а према његовим ријечима, то се догодило када је Стив Џонс, професор физике на Универзитету Бригам Јанг, почео да изучава то питање и да подржава теорије завјере.
Мајкл Шермер, у колумни за часопис , написао је: „погрешно увјерење да шачица необјашњивих аномалија може поткопати добро утврђену теорију лежи у срцу сваког завјереничког размишљања. Сви докази за завјеру 11. септембра потпадају под рубрику ових заблуда. Такве идеје се лако оповргавају напоменом да научне теорије нису изграђене само на појединачним чињеницама, већ на конвергенцији доказа прикупљених из више линија истраживања.“
Часописи Scientific American,  и , објавили су чланке који побијају различите теорије завјере о 11. септембру.  је објавио књигу под називом Разоткривање митова о 9/11, која се наставља на истраживање које је прво представљено у чланку. У предговору за књигу, сенатор Џон Мекејн је написао: „окривљавање америчке владе за догађаје квари сјећања на све оне који су тог дана изгубљени и искориштава бијес и тугу јавности. То пољуља вјеру Американаца у њихову владу у одређеном тренутку када је та вјера већ близу најниже вриједности свих времена. Она тргује ружним, неоснованим оптужбама за изузетно зло против сународника Американаца.“ Часопис Der Spiegel, описао је теорије завјере о 11. септембру као „панорију апсурда“, написавши: „колико год ове теорије и њихове присталице биле различите, оне дијеле основни мисаони образац: велике трагедије морају имати велике разлоге.“
Новинар Мет Тајби, у својој књизи Велики поремећај, описао је теорије завјере о 11. септембру као симптоматичне за оно што он назива „поремећењем“ америчког друштва; одвајање од стварности због широко распрострањеног „гађења према нашем политичком систему“. Упоређујући их са Харизматичним покретом, истиче да су обоје „изабрали да се боре против баука који су били потпуно идиотски, маштовити и имагинарни“, умјесто да преузму контролу над сопственим животима. Иако их је критиковао, изјавио је: „теорије завјере о 11. септембру разликују се од „параноје црних хеликоптера из Клинтонове ере“ и представљају више од „мале, раштркане групе лудака. Они су заиста били, баш као што тврде, скоро сви које сретнете.“
Дејвид Аронович, колумниста часописа The Times, у својој књизи под називом Вуду мистерије: Улога теорије завјере у обликовању модерне историје, која је објављена у мају 2009. године, наводи да те теорије изазивају лаковјерност. Он је истакао да су теоретичари завјере о 11. септембру преувеличали стручност оних који подржавају њихове теорије, као и да се теоретичари, укључујући Дејвида Реја Грифина, међусобно цитирају. Такође, навео је да је популарност теорија завјере о 11. септембру нанијела штету рату против тероризма, истичући да је, пошто значајан дио образованих Пакистанаца вјерује да је Џорџ В. Буш срушио куле близнакиње, суочавање са талибанима било тешко, јер они не вјерују у основну премису на којој је вођен рат против тероризма.
Професор права са Харварда — Кас Санстајн, коаутор је рада из 2009. године у којем су чланови покрета истине о 11. септембру и други користили као примјере људи који пате од „осакаћене епистемологије“, повјерења јавности и политичког система. Он је написао: „они не поткопавају само демократску дебату […] У екстремним случајевима стварају или подстичу насиље. Ако влада може да одбаци такве теорије, она би то требало да уради.”
У јуну 2011. године, Краљевски институт британских архитеката (РИБА), критикован је због одржавања предавања Ричарда Гејџа, предсједника организације Архитеката и инжињера за истину о 11. септембру. Рик Бел, директор одјељења Америчког института архитеката (АИА) у Њујорку, који је био свједок напада 11. септембра, рекао је да га „никаква количина новца“ неће убиједити да дозволи групи да говори у његовом сједишту, истичући да Гејџу недостаје кредибилитет у стручној заједници. Јуџин Кон, бивши портпарол АИА, рекао је да су Гејџове теорије смијешне, да није подметнут експлозив и да су зграде дефинитивно срушили авиони. Одлуку да буде домаћин догађаја критиковао је и бивши предсједник РИБА и оснивачки предсједник огранка АИА за Уједињено Краљевство. АИА је Гејџа упозорила да не оставља лажан утисак да има везу са њом. Чланак из јула 2012. у часопису АИА критиковао је Гејџа због тога што је наставио да наговјештава да је повезан са организацијом, истичући да није било архитеката на скупу Инжињера и архитеката за истину о 11. септембру у сали за састанке АИА. РИБА је објавила саопштење у којем се наводи да је перцепција да подржава догађаје који се одржавају у њеним зградама „за жаљење“, и рекла је да ће преиспитати политику о „приватном изнајмљивању“ својих зграда. Ентони Самерс и Робин Свон, у својој књизи Једанаести дан, критиковали су бројне теорије завјере о нападима.
Члан Представничког дома САД и предсједавајући Комитета за унутрашњу безбједност Представничког дома — Питер Кинг, изјавио је: „теоретичари завјере о 11. септембру банализују најтрагичнији догађај који утиче на Сједињене Државе. Људи који износе ове тврдње су срамотни и треба да се стиде.“
Водитељи емисије „Водич скептика кроз универзум“ („СГУ“), више пута су говорили о „апсурдности теорија завјере о 11. септембру“. Они критикују теорије користећи исте или сличне аргументе као други критичари, а такође, истичу да се, као и већина теорија завјере, урушава под сопственом тежином и противријечи сама себи. Истакли су да би теорије завјере о 11. септембру биле тачне, америчка влада не само да би морала да организује операцију лажне заставе у вези са авионима који су се срушили на Свјетски трговински центар, већ би такође морала да организује сувишно контролисано рушење и прикрије своје трагове тако беспрекорно да физичари не могу да их разликују од „званичне приче“, али би план морао да буде довољно мањкав да би „губитници у подруму својих мајки“ открили завјеру.

## У политици
Бивши лидер канадске либералне партије — Стефан Дион, приморао је кандидаткињу из Винипега — Лесли Хјуз, да прекине своју кампању након што су се појавили њени ранији записи у којима је написала да су амерички, њемачки, руски и израелски обавјештајни званичници унапријед знали за нападе 11. септембра. Питер Кент, замјеник уредника вијести на телевизији Global Television Network и кандидат Конзервативне партије на изборима 2008. године, раније је позвао на оставку Хјуз, рекавши да је покрет истине о 11. септембру „један од најозлоглашенијих канадских маргиналних покрета који подстичу мржњу”, а који се састоји од „теоретичаре завјере који су познати по антисемитским ставовима.“ Дана 16. јуна 2009, Хјуз је тужила Кента, Канадски јеврејски конгрес, ,B'nai B'rith из Канаде и четири висока члана ове двије организације, наводећи да су антисемитске оптужбе биле неистините и клеветничке и да су уништиле њену каријеру. Године 2008, кандидат Конзервативне странке — Џејмс Мур, позвао је лидера Нове демократске странке — Џека Лејтона, да отпусти Бев Колинс због њених ставова о покрету за истину о 11. септембру. Зијад Делић, шеф Канадског исламског конгреса, највеће канадске муслиманске заговарачке организације, покушао је да уклони теоретичаре завјере о 11. септембру из свог одбора, у настојању да, како је рекао, „прочисти и потпуно канадизира организацију“.
Године 2008. позиви на оставку Ричарда Фалка, специјалног извјестиоца за људска права на Палестинским територијама за Уједињене нације, дјелимично су били засновани на његовој подршци истрази валидности теорија завјере о 11. септембру. Године 2011. Фалк је похвалио књигу Дејвида Реја Грифина, због чега су га осудили генерални секретар Уједињених нација — Бан Ки-Мун и амбасадорка Сједињених Држава у Уједињеним нацијама — Сузан Рајс.
У фебруару 2009. Ејмерик Чепраде, професор геополитике на ЦИД војном колеџу у Паризу, отпуштен је од стране француског министра одбране — Ерва Морена, због писања књиге под називом Хроника сукоба цивилизација, која подржава теорије завјере о 11. септембру.
У септембру 2009. Ван Џонс, савјетник америчког предсједника Барака Обаме, поднио је оставку након што се сазнало да је 2004. потписао петицију којом се позива на истрагу о томе да ли су владини званичници намјерно дозволили да се догоде напади 11. септембра, након чега су објављене и друге његове контроверзне изјаве, које су изазвале критике. Ван Џонс је рекао да је био жртва клеветничке кампање, додајући да се није ни тренутно нити икада сложио са том теоријом.
На предизборима за гувернера Тексаса 2010. републикански кандидат — Дебра Медина, на питање Глена Бека о умијешаности америчке владе у нападе 11. септембра, одговорила је: „мислим да су постављена нека веома добра питања у том погледу, постоје неки веома добри аргументи и мислим да амерички народ није видио све доказе тамо, тако да нисам заузела став о томе." Након што су је супротстављени кандидати критиковали због изјаве, Медина је рекла да никада није била члан покрета за истину о 11. септембру и да вјерује да су куле близнакиње напали муслимански терористи.
Дана 23. септембра 2010. предсједник Ирана — Махмуд Ахмадинежад, у говору у Уједињеним нацијама изјавио је да већина америчког народа, као и других нација и политичара, вјерује да су неки сегменти унутар владе САД оркестрирали напад да би преокренули опадајућу америчку економију и њене захвате на Блиском истоку како би спасили ционистички режим, као и да се већина америчког народа и већина нација и политичара широм свијета слаже са тим ставом. Након његовог говора, делегације САД, Француске и неколико других земаља, напустило је сједницу. Портпарол америчке мисије при Уједињеним нацијама — Марк Корнбло, изјавио је: „умјесто да представља тежње и добру вољу иранског народа, господин Ахмадинежад је поново изабрао да избацује подле теорије завјере и антисемитске клевете, које су колико одвратне и обмањујуће, колико и предвидљиве.“ Амерички предсједник — Барак Обама, критиковао је изјаве Ахмадинежада пред Генералном скупштином Уједињених нација наредног дана, рекавши да је „за њега давање такве изјаве било „неопростиво“ и назвао је те примједбе „увредљивим“ и „мрским“. Ахмадинежад је претходно 2007. на Универзитету Колумбија у Њујорку изјавио да су САД повеле осветнички рат након 11. септембра, због чега траје нестабилност у региону, а да случај претходно није детаљно испитан, док је 2008. нападе описао као „сумњиви догађај“ и сугерисао да је Бушова администрација била умијешана у њих. Он је своје наводе пред Уједињеним нацијама поновио и 2011. када је изјавио да је он као инжењер сигуран да авиони нису могли да сруше куле близнакиње само ударивши у њих, већ је морало да буде неке врсте планиране експлозије. Након говора, критикован је у чланку објављеном у Ал Каидином часопису Inspire, у којем је наведено да је Ахмадинежад био љубоморан на Ал Каиду јер је исламска терористичка организација без државе, 11. септембра урадила оно што Иран није могао да уради.
Предсједник Египта — Мухамед Мурси, позвао је 2012. године на организовање научне конференције на којој би се испитали догађаји од 11. септембра и истакао је да су напади вјероватно били изнутра. Према међународној анкети која је организована исте године, огромна већина у муслиманским земљама више вјерује у теорије завјере него у званично објављене чињенице о томе шта се догодило 11. септембра 2001. Иако се Ал Каида повремено хвали са изведеним нападима, 75% египатских грађана пориче да су Арапи извршили нападе, како је објављено у студији Пев-а у јулу 2011. године.

## Правни случајеви
Специјалиста за војску — Ејприл Галоп, поднијела је тужбу тврдећи да су потпредсједник — Дик Чејни, министар одбране — Доналд Рамсфелд и други званичници Бушове администрације оркестрирали нападе 11. септембра и да је Пентагон погођен нападом који је наредио Чејни. Судија Дени Чин је 2010. године одбацио тужбу, рекавши да је тврдња „производ циничне заблуде и фантазије”. Њени адвокати су уложили жалбу Апелационом суду САД, који је у априлу 2010. издао налог да се покаже разлог зашто адвокати и Галоп не би требало да буду санкционисани због подношења неозбиљне тужбе. Њени адвокати су тражили да се судије Апелационог суда изузму из разлога што су због емоција прејудицирали случај и злоупотријебили овлашћења. Судије су 14. октобра 2011. санкционисале њене адвокате по 15.000 долара и за неозбиљне тужбе и за оптужбе за предрасуде. Галоп није кажњена због непознавања закона.

## Свјетска истраживања јавног мњења
Анкета коју је спровео сајт WorldPublicOpinion.org, заједнички пројекат истраживачких центара у различитим земљама, којим управља Програм о међународној политици на Универзитету Мериленд из Колеџ парка, анкетирала је 16.063 људи у 17 земаља ван Сједињених Држава током љета 2008. године и открили су да већина у само 9 од 17 земаља вјерује да је Ал Каида извела нападе.
Од анкетираних људи, 45% рекло је да је Ал Каида извршила напад, 15% да је америчка влада, а по 7% да је Израел или неко други. Свака четврта особа је рекла да не зна ко стоји иза напада.
У сажетку анкете наводи се: „иако су људи са вишим образовањем генерално више изложени вијестима, они са вишим образовањем имају само мало већу вјероватноћу да припишу 11. септембар Ал Каиди.“ Стивен Кул, директор сајта WorldPublicOpinion.org, изјавио је: „не чини се да се ова увјерења могу једноставно приписати недостатку изложености информацијама.“ Од оних који су рекли да су Сједињене Државе починилац, Кул је рекао да многи вјерују да је то био покушај да се оправда предстојећа инвазија САД на Ирак.